# Amr Warda
Amr Medhat Warda (in arabo عـمرو وردة‎?; Alessandria, 17 settembre 1993) è un calciatore egiziano, centrocampista dell'Atromītos, di cui è capitano.

## Caratteristiche tecniche
Trequartista, in grado di giocare lungo la fascia o di coprire il ruolo di seconda punta.

## Carriera

### Club
Compie la trafila giovanile tra le file dell'Al-Ahly. Esordisce in prima squadra il 16 giugno 2014 nella trasferta vinta 3-0 contro il Misr Lel Makasa, subentrando al 20' della ripresa al posto di Karim Bambo. Il 21 gennaio 2015 viene ceduto in prestito all'Al-Ittihad Alessandria.
Il 22 agosto 2015 si trasferisce in Grecia al Panaitolikos, firmando un contratto valido per tre stagioni. Esordisce nel campionato greco due giorni dopo contro il Panathinaikos dal primo minuto, lasciando il terreno di gioco a 5' dal termine per far spazio a Lucas Villafáñez.
Il 14 gennaio 2017 si accorda per tre anni con il PAOK. Esordisce con i bianconeri - e nelle competizioni europee - il 16 febbraio contro lo Schalke 04, nell'andata dei sedicesimi di Europa League, subentrando nei minuti finali al posto di Stefanos Athanasiadīs. Il 6 maggio la squadra si aggiudica la Coppa di Grecia.
L'8 agosto 2017 passa in prestito al Feirense, in Portogallo. Pochi giorni dopo - accusato di aver molestato le mogli di due suoi compagni di squadra, ne seguirà una denuncia per vie legali da parte dell'egiziano per false accuse - la società greca rescinde il prestito del giocatore. Il 29 agosto passa in prestito all'Atromitos.
Il 6 gennaio 2021 torna al PAOK, accordandosi con i greci fino al 2022.

### Nazionale

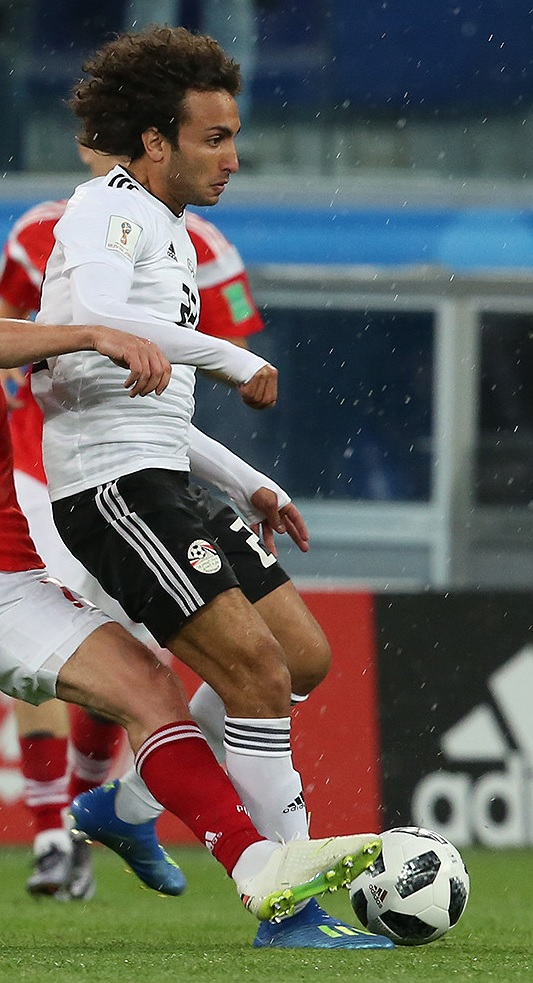
Warda nel 2018 contro la Russia

Dopo aver disputato alcuni incontri con le selezioni giovanili, l'11 ottobre 2015 esordisce in nazionale maggiore in occasione dell'amichevole disputata tra Egitto e Zambia (terminata 3-0 per i Faraoni), subentrando nella ripresa al posto di Tarek Hamed.
Il 4 gennaio 2017 il CT Héctor Cúper lo inserisce nella lista dei 23 convocati che prenderanno parte alla Coppa d'Africa 2017. L'Egitto viene sconfitto in finale 2-1 dal Camerun. Il 4 giugno 2018 viene incluso nella lista dei 23 convocati per il campionato del mondo 2018. Esordisce nella competizione il 15 giugno contro l'Uruguay da titolare. Esce nella ripresa sostituito da Ramadan Sobhi.
Convocato per la Coppa d'Africa 2019 il 26 giugno 2019 viene escluso dal torneo dalla Federazione Egiziana a causa di uno scandalo sessuale che lo vedeva coinvolto dopo che una donna messicana aveva postato su twitter conversazioni private in cui Warda le inviava foto e video delle sue parti intime. Tuttavia, due giorni dopo, viene riammesso in squadra per intercessione di Mohamed Salah.

## Statistiche

### Presenze e reti nei club
Statistiche aggiornate al 1º settembre 2024.
| Stagione            | Squadra                | Campionato          | Campionato | Campionato | Coppe nazionali | Coppe nazionali | Coppe nazionali | Coppe continentali | Coppe continentali | Coppe continentali | Altre coppe | Altre coppe | Altre coppe | Totale | Totale |
| Stagione            | Squadra                | Comp                | Pres       | Reti       | Comp            | Pres            | Reti            | Comp               | Pres               | Reti               | Comp        | Pres        | Reti        | Pres   | Reti   |
| ------------------- | ---------------------- | ------------------- | ---------- | ---------- | --------------- | --------------- | --------------- | ------------------ | ------------------ | ------------------ | ----------- | ----------- | ----------- | ------ | ------ |
| 2013-2014           | Al-Ahly                | PL                  | 1          | 0          | CE              | 1               | 0               | CCL+CC             | 0                  | 0                  | SA+Cmc      | 0           | 0           | 2      | 0      |
| 2014-gen. 2015      | Al-Ahly                | PL                  | 0          | 0          | CE              | 0               | 0               | CCL                | 0                  | 0                  | SE+SA       | 0           | 0           | 0      | 0      |
| Totale Al-Ahly      | Totale Al-Ahly         | Totale Al-Ahly      | 1          | 0          |                 | 1               | 0               |                    | 0                  | 0                  |             | 0           | 0           | 2      | 0      |
| gen.-giu. 2015      | Al-Ittihad Alessandria | PL                  | 16         | 1          | CE              | 0               | 0               | -                  | -                  | -                  | -           | -           | -           | 16     | 1      |
| 2015-2016           | Panaitōlikos           | SL                  | 27         | 5          | CG              | 3               | 0               | -                  | -                  | -                  | -           | -           | -           | 30     | 5      |
| 2016-gen. 2017      | Panaitōlikos           | SL                  | 12         | 4          | CG              | 3               | 1               | -                  | -                  | -                  | -           | -           | -           | 15     | 5      |
| Totale Panaitōlikos | Totale Panaitōlikos    | Totale Panaitōlikos | 39         | 9          |                 | 6               | 1               |                    | -                  | -                  |             | -           | -           | 45     | 10     |
| gen.-giu. 2017      | PAOK                   | SL                  | 8+2        | 2          | CG              | 2               | 0               | UEL                | 2                  | 0                  | -           | -           | -           | 14     | 2      |
| 2017-2018           | Atromītos              | SL                  | 23         | 8          | CG              | 5               | 3               | -                  | -                  | -                  | -           | -           | -           | 28     | 11     |
| 2018-gen. 2019      | PAOK                   | SL                  | 9          | 0          | CG              | 2               | 0               | UCL+UEL            | 6+5                | 1+0                | -           | -           | -           | 22     | 1      |
| gen.-giu. 2019      | Atromītos              | SL                  | 12         | 2          | CG              | 2               | 0               | UEL                | -                  | -                  | -           | -           | -           | 14     | 2      |
| Totale Atromitos    | Totale Atromitos       | Totale Atromitos    | 35         | 10         |                 | 7               | 3               |                    | -                  | -                  |             | -           | -           | 42     | 13     |
| 2019-2020           | Larissa                | SL                  | 22         | 6          | CG              | 1               | 1               | -                  | -                  | -                  | -           | -           | -           | 23     | 7      |
| 2020-gen. 2021      | Volo                   | SL                  | 10         | 2          | CG              | 0               | 0               | -                  | -                  | -                  | -           | -           | -           | 10     | 2      |
| gen.-giu. 2021      | PAOK                   | SL                  | 13+8       | 3          | CG              | 6               | 0               | UEL                | -                  | -                  | -           | -           | -           | 27     | 3      |
| Totale PAOK         | Totale PAOK            | Totale PAOK         | 40         | 5          |                 | 10              | 0               |                    | 13                 | 1                  |             | -           | -           | 63     | 6      |
| 2021-2022           | Anorthōsis             | A                   | 20+9       | 8+1        | CC              | 6               | 2               | UECL               | 6                  | 0                  | SC          | -           | -           | 41     | 11     |
| 2022-gen. 2023      | Anorthōsis             | A                   | 12         | 1          | CC              | 1               | 0               | -                  | -                  | -                  | -           | -           | -           | 13     | 1      |
| Totale Anorthōsis   | Totale Anorthōsis      | Totale Anorthōsis   | 41         | 10         |                 | 7               | 2               |                    | 6                  | 0                  |             | -           | -           | 54     | 12     |
| gen.-giu. 2023      | Apollōn Limassol       | A                   | 10+9       | 1+3        | CC              | -               | -               | -                  | -                  | -                  | -           | -           | -           | 19     | 4      |
| 2023-gen. 2024      | Pharco                 | PL                  | 1          | 0          | CE              | 0               | 0               | -                  | -                  | -                  | -           | -           | -           | 1      | 0      |
| gen.-giu. 2024      | Panserraïkos           | SL                  | 11+6       | 3+2        | CG              | 3               | 0               | -                  | -                  | -                  | -           | -           | -           | 20     | 5      |
| 2024-2025           | Atromītos              | SL                  | 3          | 2          | CG              | 0               | 0               | -                  | -                  | -                  | -           | -           | -           | 3      | 2      |
| Totale Atromitos    | Totale Atromitos       | Totale Atromitos    | 38         | 12         |                 | 7               | 3               |                    | -                  | -                  |             | -           | -           | 45     | 15     |
| Totale carriera     | Totale carriera        | Totale carriera     | 244        | 54         |                 | 35              | 7               |                    | 19                 | 1                  |             | 0           | 0           | 298    | 62     |

### Cronologia presenze e reti in nazionale
| Cronologia completa delle presenze e delle reti in nazionale ― Egitto | Cronologia completa delle presenze e delle reti in nazionale ― Egitto | Cronologia completa delle presenze e delle reti in nazionale ― Egitto | Cronologia completa delle presenze e delle reti in nazionale ― Egitto | Cronologia completa delle presenze e delle reti in nazionale ― Egitto | Cronologia completa delle presenze e delle reti in nazionale ― Egitto | Cronologia completa delle presenze e delle reti in nazionale ― Egitto | Cronologia completa delle presenze e delle reti in nazionale ― Egitto |
| Data                                                                  | Città                                                                 | In casa                                                               | Risultato                                                             | Ospiti                                                                | Competizione                                                          | Reti                                                                  | Note                                                                  |
| --------------------------------------------------------------------- | --------------------------------------------------------------------- | --------------------------------------------------------------------- | --------------------------------------------------------------------- | --------------------------------------------------------------------- | --------------------------------------------------------------------- | --------------------------------------------------------------------- | --------------------------------------------------------------------- |
| 11-10-2015                                                            | Abu Dhabi                                                             | Egitto                                                                | 3 – 0                                                                 | Zambia                                                                | Amichevole                                                            | -                                                                     | 46’                                                                   |
| 14-11-2015                                                            | N'Djamena                                                             | Ciad                                                                  | 1 – 0                                                                 | Egitto                                                                | Qual. Mondiali 2018                                                   | -                                                                     | 82’                                                                   |
| 17-11-2015                                                            | Alessandria d'Egitto                                                  | Egitto                                                                | 4 – 0                                                                 | Ciad                                                                  | Qual. Mondiali 2018                                                   | -                                                                     | 75’                                                                   |
| 4-6-2016                                                              | Dar es Salaam                                                         | Tanzania                                                              | 0 – 2                                                                 | Egitto                                                                | Qual. Coppa d'Africa 2017                                             | -                                                                     | 46’ 53’                                                               |
| 13-11-2016                                                            | Alessandria d'Egitto                                                  | Egitto                                                                | 2 – 0                                                                 | Ghana                                                                 | Qual. Mondiali 2018                                                   | -                                                                     | 90+1’                                                                 |
| 8-1-2017                                                              | Il Cairo                                                              | Egitto                                                                | 1 – 0                                                                 | Tunisia                                                               | Amichevole                                                            | -                                                                     | 71’                                                                   |
| 21-1-2017                                                             | Port-Gentil                                                           | Egitto                                                                | 1 – 0                                                                 | Uganda                                                                | Coppa d'Africa 2017 - 1º turno                                        | -                                                                     | 66’                                                                   |
| 25-1-2017                                                             | Port-Gentil                                                           | Egitto                                                                | 1 – 0                                                                 | Ghana                                                                 | Coppa d'Africa 2017 - 1º turno                                        | -                                                                     | 75’                                                                   |
| 1-2-2017                                                              | Libreville                                                            | Burkina Faso                                                          | 1 – 1 dts (3 – 4 dtr)                                                 | Egitto                                                                | Coppa d'Africa 2017 - Semifinale                                      | -                                                                     | 72’                                                                   |
| 5-2-2017                                                              | Libreville                                                            | Egitto                                                                | 1 – 2                                                                 | Camerun                                                               | Coppa d'Africa 2017 - Finale                                          | -                                                                     |                                                                       |
| 28-3-2017                                                             | Alessandria d'Egitto                                                  | Egitto                                                                | 3 – 0                                                                 | Togo                                                                  | Amichevole                                                            | -                                                                     | 59’                                                                   |
| 11-6-2017                                                             | Radès                                                                 | Tunisia                                                               | 1 – 0                                                                 | Egitto                                                                | Qual. Coppa d'Africa 2019                                             | -                                                                     | 87’                                                                   |
| 23-3-2018                                                             | Zurigo                                                                | Portogallo                                                            | 2 – 1                                                                 | Egitto                                                                | Amichevole                                                            | -                                                                     | 66’                                                                   |
| 27-3-2018                                                             | Zurigo                                                                | Egitto                                                                | 0 – 1                                                                 | Grecia                                                                | Amichevole                                                            | -                                                                     | 46’                                                                   |
| 25-5-2018                                                             | Madinat al-Kuwait                                                     | Kuwait                                                                | 1 – 1                                                                 | Egitto                                                                | Amichevole                                                            | -                                                                     | 56’                                                                   |
| 1-6-2018                                                              | Bergamo                                                               | Egitto                                                                | 0 – 0                                                                 | Colombia                                                              | Amichevole                                                            | -                                                                     | 66’                                                                   |
| 6-6-2018                                                              | Bruxelles                                                             | Belgio                                                                | 3 – 0                                                                 | Egitto                                                                | Amichevole                                                            | -                                                                     | 79’                                                                   |
| 15-6-2018                                                             | Ekaterinburg                                                          | Egitto                                                                | 0 – 1                                                                 | Uruguay                                                               | Mondiali 2018 - 1º turno                                              | -                                                                     | 84’                                                                   |
| 19-6-2018                                                             | San Pietroburgo                                                       | Russia                                                                | 3 – 1                                                                 | Egitto                                                                | Mondiali 2018 - 1º turno                                              | -                                                                     | 64’                                                                   |
| 25-6-2018                                                             | Volgograd                                                             | Arabia Saudita                                                        | 2 – 1                                                                 | Egitto                                                                | Mondiali 2018 - 1º turno                                              | -                                                                     | 45+7’                                                                 |
| 8-9-2018                                                              | Alessandria d'Egitto                                                  | Egitto                                                                | 6 – 0                                                                 | Niger                                                                 | Qual. Coppa d'Africa 2019                                             | -                                                                     | 57’                                                                   |
| 12-10-2018                                                            | Il Cairo                                                              | Egitto                                                                | 4 – 1                                                                 | eSwatini                                                              | Qual. Coppa d'Africa 2019                                             | 1                                                                     |                                                                       |
| 16-10-2018                                                            | Manzini                                                               | eSwatini                                                              | 0 – 2                                                                 | Egitto                                                                | Qual. Coppa d'Africa 2019                                             | -                                                                     |                                                                       |
| 16-11-2018                                                            | Alessandria d'Egitto                                                  | Egitto                                                                | 3 – 2                                                                 | Tunisia                                                               | Qual. Coppa d'Africa 2019                                             | -                                                                     | 86’                                                                   |
| 22-3-2019                                                             | Niamey                                                                | Niger                                                                 | 1 – 1                                                                 | Egitto                                                                | Qual. Coppa d'Africa 2019                                             | -                                                                     |                                                                       |
| 26-3-2019                                                             | Asaba                                                                 | Nigeria                                                               | 1 – 0                                                                 | Egitto                                                                | Amichevole                                                            | -                                                                     | 46’                                                                   |
| 13-6-2019                                                             | Alessandria d'Egitto                                                  | Egitto                                                                | 1 – 0                                                                 | Tanzania                                                              | Amichevole                                                            | -                                                                     | 71’ 89’                                                               |
| 16-6-2019                                                             | Alessandria d'Egitto                                                  | Egitto                                                                | 3 – 1                                                                 | Guinea                                                                | Amichevole                                                            | -                                                                     | 60’                                                                   |
| 21-6-2019                                                             | Il Cairo                                                              | Egitto                                                                | 1 – 0                                                                 | Zimbabwe                                                              | Coppa d'Africa 2019 - 1º turno                                        | -                                                                     | 71’                                                                   |
| 6-7-2019                                                              | Il Cairo                                                              | Egitto                                                                | 0 – 1                                                                 | Sudafrica                                                             | Coppa d'Africa 2019 - Ottavi di finale                                | -                                                                     | 64’                                                                   |
| Totale                                                                |                                                                       | Presenze                                                              | 30                                                                    |                                                                       | Reti                                                                  | 1                                                                     |                                                                       |

## Palmarès

### Club

#### Competizioni nazionali
- Campionato egiziano: 1

Al-Ahly: 2013-2014
- Supercoppa d'Egitto: 1

Al-Ahly: 2014
- Coppa di Grecia: 2

PAOK: 2016-2017, 2020-2021

#### Competizioni internazionali
- Coppa della Confederazione CAF: 1

Al-Ahly: 2014
- Supercoppa CAF: 1

Al-Ahly: 2014

### Individuale
- Calciatore straniero dell'anno del campionato greco: 1

2018